# نینجا گایدن: شمشیر اژدها
نینجا گایدن: شمشیر اژدها (به انگلیسی: Ninja Gaiden: Dragon Sword) یک بازی ویدئویی در سبک اکشن ماجراجویی برای کنسول بازی دستی نینتندو دی‌اس است که توسط تیم نینجا توسعه یافته و به‌وسیلهٔ تکمو (در اروپا توسط یوبی‌سافت) منتشر شده‌است. این اولین نسخه قابل حمل از سری بازی‌های نینجا گایدن است، که توسط تیم نینجا ساخته شده و همچنین اولین بازی است که توسط این شرکت برای نینتندو دی‌اس منتشر شده‌است. وقایع شمشیر اژدها ما بین نسخه‌های نینجا گایدن و نینجا گایدن ۲ اتفاق می‌افتد. شخصیت اصلی این بازی نینجای افسانه‌ای، ریو هایابوسا می‌باشد.